# Kathkuiya
Kathkuiya (nep. काठकुइया) – gaun wikas samiti w zachodniej części Nepalu w strefie Bheri w dystrykcie Banke. Według nepalskiego spisu powszechnego z 2001 roku liczył on 884 gospodarstw domowych i 5210 mieszkańców (2512 kobiet i 2698 mężczyzn).